# The Satanist
The Satanist — десятый студийный альбом польской блэк-дэт-метал-группы Behemoth, выпущен 3 февраля 2014 в Европе на лейбле Nuclear Blast и 4 февраля 2014 в США на лейбле Metal Blade Records и Mystic Production. Альбому предшествовал сингл «Blow Your Trumpets Gabriel», выпущенный 4 декабря 2013 года.
Альбом The Satanist дебютировал на #34 месте в Billboard 200. За первую неделю продаж на территории США альбом был продан в количестве более 10 000 копий.

## История создания
Альбом The Satanist был записан в период с февраля по июнь 2013 года на студии Hertz Studio в Белостоке и RG Studio в Гданьске, Польша. Спродюсирован Даниэлем Бергстрандом и братьями Войцехом и Славомиром Веславскими. Сведением занимался Мэтт Хайд (ранее работавший со Slayer) на студии Hydeaway Studios в Лос-Анджелесе. Мастерингом занимался Тед Йенсен (ранее работал с AC/DC и Metallica) на студии Sterling Sound in Нью-Йорке. Выпуск альбома был отложен с конца лета 2013 года на начало 2014 года из-за проблем со сведением. Звуко-режиссёр Колин Ричардсон, изначально занимавшийся сведением, в результате покинул работу над альбомом.
Видеоклип на песню «Blow Your Trumpets Gabriel» был создан компанией Grupa 13 и был представлен 3 декабря 2013 года на канале Behemoth на YouTube. Выход альбома предварял также видео-пролог в трех частях, выпущенный в январе 2014 года.
По поводу названия альбома Адам «Nergal» Дарский сказал:
Нам понадобилось более двадцати лет для того, чтобы прийти к такому названию… которое говорит само за себя. И хотя наши песни разнообразны, наше послание остается прежним — Честь и Радикализм. The Satanist посвящён нашей неколебимой вере в свободу и любовь к свободе во всех аспектах жизни.
Нергал также говорил в интервью о работе над альбомом The Satanist, ссылаясь, на свою борьбу с лейкемией.
Я тогда боролся с жизнью, боролся со смертью. Эта история определенно сказалась на моем образе мыслей. И эта перемена на 100 процентов отражена в альбоме и песнях… Я стал гораздо радикальнее, чем раньше.

## Оформление
Обложку альбома The Satanist оформил известный российский художник и оккультист Денис «Форкас» Костромитин. В краску было подмешано немного собственной крови Нергала. В интервью австралийскому журналу «Heavy» Адам «Nergal» Дарский сказал о работе над обложкой:
Я хотел, чтобы в оформлении использовалась моя собственная ДНК
Дополнительное оформление сделали Metastazis (Paradise Lost) и Збигнев Беляк (Watain, Ghost).

## Бонусные материалы
Альбом The Satanist также был выпущен в Северной Америке в виде расширенного сета в подарочном оформлении, включающего помимо компакт-диска ещё DVD «Live Barbarossa» с профессионально записанным шоу в Екатеринбурге (Россия) 26 сентября 2012 года и 30-минутным документальным фильмом о создании альбома The Satanist.

## Дополнительные сведения
В песне «In the Absence ov Light» используется цитата на польском языке из драмы Витольда Гомбровича «Венчание».

## Список композиций
Музыка Nergal. Аранжировки Behemoth.
| №                   | Название                     | Текст песни                     | Длительность |
| ------------------- | ---------------------------- | ------------------------------- | ------------ |
| 1.                  | «Blow Your Trumpets Gabriel» | Адам Дарский                    | 4:25         |
| 2.                  | «Furor Divinus»              | Адам Дарский                    | 3:06         |
| 3.                  | «Messe Noire»                | Адам Дарский, Кристоф Азаревич  | 4:04         |
| 4.                  | «Ora Pro Nobis Lucifer»      | Адам Дарский                    | 5:35         |
| 5.                  | «Amen»                       | Адам Дарский, Кристоф Азаревич  | 3:49         |
| 6.                  | «The Satanist»               | Адам Дарский                    | 5:33         |
| 7.                  | «Ben Sahar»                  | Адам Дарский                    | 5:34         |
| 8.                  | «In the Absence ov Light»    | Адам Дарский, Витольд Гомбрович | 4:58         |
| 9.                  | «O Father O Satan O Sun!»    | Адам Дарский, Кристоф Азаревич  | 7:13         |
| Общая длительность: | Общая длительность:          | Общая длительность:             | 44:17        |

| №   | Название                                  | Текст песни                 | Длительность |
| --- | ----------------------------------------- | --------------------------- | ------------ |
| 1.  | «Intro» (инструментальное)                |                             | 2:44         |
| 2.  | «Ov Fire and the Void»                    | Nergal                      | 4:38         |
| 3.  | «Demigod»                                 | Nergal                      | 4:11         |
| 4.  | «Moonspell Rites»                         | Nergal                      | 7:20         |
| 5.  | «Conquer All»                             | Nergal                      | 4:09         |
| 6.  | «Christians to the Lions»                 | Nergal                      | 5:05         |
| 7.  | «The Seed ov I»                           | Nergal, Krzysztof Azarewicz | 5:40         |
| 8.  | «Alas, Lord is Upon Me»                   | Nergal                      | 3:59         |
| 9.  | «Decade ov Therion»                       | Azarewicz                   | 3:46         |
| 10. | «At the Left Hand ov God»                 | Nergal, Azarewicz           | 5:11         |
| 11. | «Slaves Shall Serve»                      | Azarewicz                   | 3:37         |
| 12. | «Chant for Ezkaton 2000 E.V.»             | Azarewicz                   | 6:50         |
| 13. | «23 (The Youth Manifesto)»                | Nergal                      | 4:33         |
| 14. | «Lucifer»                                 | Tadeusz Miciński            | 9:34         |
| 15. | «The Satanist: Oblivion» (документальный) |                             | 25:04        |

## Участники
- Behemoth
  - Адам «Nergal» Дарский — вокал, соло-гитара.
  - Томаш «Orion» Врублевский — бас-гитара.
  - Збигнев Роберт «Inferno» Проминьский — ударные.
  - Патрик «Seth» Штыбер — ритм-гитара.
- Приглашенные музыканты
  - Кшиштоф «Siegmar» Олёсь — семплы.
  - Михал Лапай (Riverside) — орган.
  - Ян «Dziablas» Галбас — бэк-вокал.
  - Артур Юрек — оркестровки.
  - Марсин Янек — саксофон.
  - Гражина Михалек — виолончель.
  - Магда Миотке-Бажерска — виолончель.
  - Алисия Леонюк-Кит — виолончель.
  - Павел Хулиш — флюгельгорн, труба.
  - Михал Щерба — валторна.
  - Лукаш ласни — валторна.
  - Богдан Квайтек — тромбон.
- Технический персонал
  - Войцех Веславский — продюсер.
  - Славомир Веславский — продюсер.
  - Даниэль Бергстранд — продюсер.
  - Мэтт Хайд[англ.] — сведение.
  - Тед Йенсен[англ.] — мастеринг.
  - Аркадиуш «Malta» Мальчевский — сведение и мастеринг DVD.
  - Grupa 13 — продюсирование DVD.
  - Ага Крысюк — производство DVD.
  - Иво Ледвозыв — производство DVD.

## Позиции в чарте
| Чарт (2014)                              | Пиковая позиция | Прим.  |
| ---------------------------------------- | --------------- | ------ |
| Австрия (Ö3 Austria Top 40)              | 24              | [ 23 ] |
| Бельгия (Ultratop-Валлония)              | 74              | [ 24 ] |
| Бельгия (Ultratop-Фландрия)              | 88              | [ 25 ] |
| Великобритания (Official Charts Company) | 57              | [ 26 ] |
| Великобритания (OOC UK Rock & Metal)     | 4               | [ 27 ] |
| Германия (Media Control Charts)          | 11              | [ 28 ] |
| Дания (Tracklisten)                      | 34              | [ 29 ] |
| Канада (Canadian Albums Chart)           | 46              | [ 30 ] |
| Нидерланды (MegaCharts)                  | 70              | [ 31 ] |
| Польша (ZPAV)                            | 1               | [ 32 ] |
| США (Billboard 200)                      | 34              | [ 33 ] |
| США (Billboard Independent Albums)       | 6               | [ 34 ] |
| США (Billboard Top Rock Albums)          | 9               | [ 35 ] |
| США (Billboard Top Hard Rock Albums)     | 4               | [ 36 ] |
| США (Top Tastemaker Albums)              | 3               | [ 37 ] |
| Финляндия (Suomen virallinen lista)      | 7               | [ 38 ] |
| Франция (SNEP)                           | 52              | [ 39 ] |
| Чехия (ČNS IFPI)                         | 14              | [ 40 ] |
| Швейцария (Schweizer Hitparade)          | 33              | [ 41 ] |
| Швеция (Sverigetopplistan)               | 45              | [ 42 ] |
| Япония (Oricon)                          | 86              | [ 43 ] |